# Sympistis nigrofasciata
Sympistis nigrofasciata är en fjärilsart som beskrevs av Rudolf Rangnow 1935. Sympistis nigrofasciata ingår i släktet Sympistis och familjen nattflyn. Inga underarter finns listade i Catalogue of Life.